# Heinrich von Prittwitz und Gaffron

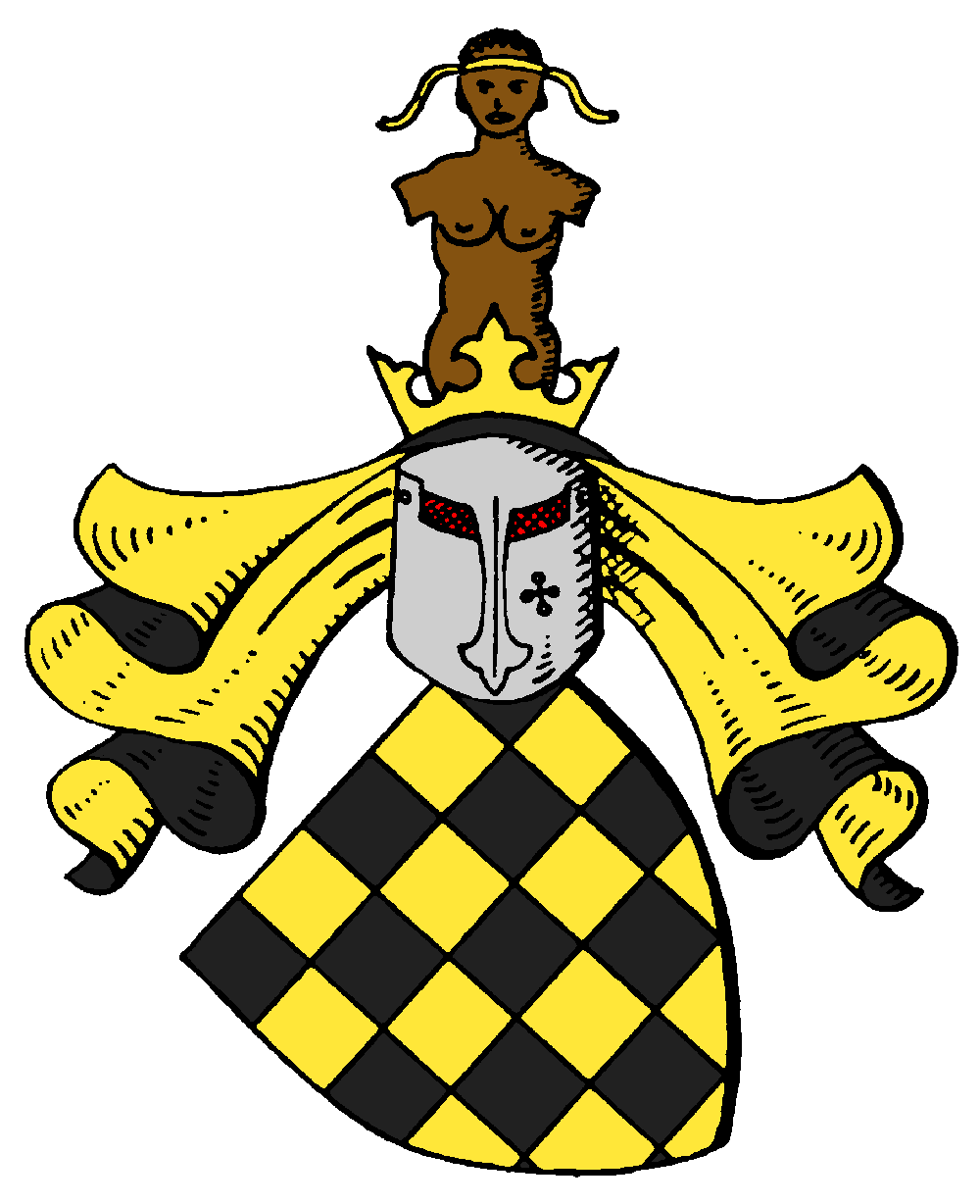
Das Wappen der Familie von Prittwitz und Gaffron

Heinrich Constantin von Prittwitz und Gaffron (* 4. September 1889 auf Gut Sitzmannsdorf, Kreis Ohlau; † 10. April 1941 bei Tobruk, Libyen) war ein deutscher Generalleutnant und Kommandeur der 15. Panzer-Division im Zweiten Weltkrieg.

## Familie
Er entstammte dem alten und weit verzweigten schlesischen Adelsgeschlecht derer von Prittwitz und war der Sohn des damaligen Korvettenkapitäns und späteren Admirals Curt von Prittwitz und Gaffron und seiner ersten Ehefrau Luise, geborene von Schönberg.
Prittwitz heiratete am 2. Dezember 1915 in Berlin Renata von Zastrow (* 14. Januar 1894 auf Gut Schadewalde, Kreis Lauban; † 31. Dezember 1974 in Düsseldorf-Benrath), die Tochter des Landesältesten und Gutsbesitzers Erwin von Zastrow (1863–1915), Herr auf den Gütern Schadewalde und Hartmannsdorf im Landkreis Lebus bei Frankfurt (Oder), und der Gourly von Haartmann (1816–1901).

## Militärkarriere

### Jugend
Als Prittwitz geboren wurde, befand sich sein Vater als Korvettenkapitän und Kommandant der Kreuzerkorvette Alexandrine in der Südsee. Nach dessen Rückkehr zog die Familie 1890 nach Wilhelmshaven. Nach erneuter Versetzung des Vaters 1894 nach Berlin kam er dort in eine Privatschule. 1896 ging es wieder zurück nach Wilhelmshaven, 1898 nach Danzig, wo er das Gymnasium besuchte, 1901 nach Kiel und 1902 wieder nach Wilhelmshaven. Schon 1903 kehrte die Familie wieder nach Kiel zurück, wohin der Vater erneut versetzt worden war. Hier starb die Mutter, als Prittwitz gerade 14 Jahre alt und der Vater als Chef des in Ostasien stationierten Kreuzergeschwaders mit dem Flaggschiff Fürst Bismarck auf dem Wege nach Ostasien war. Prinz Heinrich von Preußen bot an, die beiden Kinder zu sich zu nehmen, doch kamen die Geschwister zu einem jüngeren Seeoffiziersehepaar in Pflege. Erst 1905 kam der Vater aus China zurück. 1907 machte Prittwitz sein Abitur.
Heinrich von Prittwitz hatte immer Offizier werden wollen, doch riet ihm der Vater von der Seeoffizierslaufbahn ab, weshalb er sich für die Kavallerie entschied und am 19. August 1908 in das Ulanen-Regiment „Kaiser Alexander II. von Rußland“ (1. Brandenburgisches) Nr. 3 in Fürstenwalde/Spree eintrat. Am 19. November 1908 wurde er Fähnrich und am 19. August 1909 Leutnant. Um Sprachstudien betreiben zu können, ließ er sich nach England beurlauben und machte dort sein Dolmetscher-Examen.

### Erster Weltkrieg
Nach Ausbruch des Ersten Weltkriegs 1914 rückte Prittwitz mit seinem Ulanen-Regiment auf den östlichen Kriegsschauplatz. Er wurde am 27. Januar 1915 Oberleutnant und war Regimentsadjutant. Wegen seiner guten Sprachkenntnisse folgte am 30. November 1915 seine Versetzung zum Stab des Generalfeldmarschalls Colmar Freiherr von der Goltz in den Orient. Noch in Berlin heiratete Prittwitz am 2. Dezember 1915, reiste allerdings nach der Hochzeit nach Konstantinopel ab. Von dort ging er in den Irak und nach Persien und nahm am Vorgehen von Bagdad bis nach Kermānschāh teil. Am 18. Dezember 1916 wurde er Rittmeister.
Nach Rückkehr aus dem Orient im März 1917 folgte in Galizien seine Verwendung als Kompaniechef beim Leibregiment. Von Herbst 1917 bis Herbst 1918 war er in Generalstabsstellen an der Westfront, zuletzt beim Generalkommando des VII. Reserve-Korps. Neben beiden Klassen des Eisernen Kreuzes erhielt Prittwitz für seine Leistungen den Eisernen Halbmond.

### Zwischenzeit
Nach dem Ersten Weltkrieg schloss er sich dem Grenzschutz zur Sicherung der Provinz Posen und Oberschlesiens an. Im Januar 1920 kam er als Eskadronchef zum 9. Reiter-Regiment der Reichswehr in Fürstenwalde/Spree, das die Tradition seines alten 3. Ulanen-Regiments fortführte. 1928 kam er in den Regimentsstab und erhielt am 1. Februar 1930 seine Beförderung zum Major. Am 1. Februar 1932 folgte seine Versetzung zum Stab des 7. (Preußisches) Reiter-Regiments nach Breslau, wo er am 1. März 1934 Oberstleutnant wurde.
1935 mussten die Reiter „absitzen“ und wurden auf Panzer „umgeschult“: Prittwitz erhielt am 1. Oktober 1935 das Kommando über das Panzer-Regiment 2 in Eisenach, wo er am 1. Januar 1936 zum Oberst befördert wurde. Damit gehörte Prittwitz als einer der ersten Panzerkommandeure beim Wiederaufbau der Wehrmacht zu den Lehrern dieser Truppe. Als Kommandeur war Prittwitz in Eisenach sehr beliebt und verehrt, weshalb die Panzerkaserne bis Kriegsende 1945 seinen Namen trug.

### Zweiter Weltkrieg
Am 10. November 1938 erhielt er das Kommando über die Panzer-Brigade 2 der 2. Panzer-Division, welche nach Wien verlegt wurde. Hierzu gehörten die Panzer-Regimenter 3 und 4. Am 21. August 1939 war Prittwitz mit seiner Brigade in die Bereitstellung gerückt und griff beim Überfall auf Polen über den Jablunka-Pass in Richtung Krakau und Lemberg an. Die Panzer legten bis zu 2.000 km zurück, teilweise im Gebirge, die letzten Kämpfe waren am 24. September 1939 in Lemberg und Tomaszów. Für seine Tapferkeit wurde er mit den Spangen zum Eisernen Kreuz beider Klassen ausgezeichnet, wurde am 1. Oktober 1939 zum Generalmajor befördert und erhielt das Panzerkampfabzeichen.
Für sieben Wochen wurde seine Panzertruppe zur Instandsetzung nach Deutschland und am 1. Dezember 1939 an die Westfront verlegt. In Frankreich durchbrach er mit seiner Brigade im Rahmen der Panzergruppe Kleist zunächst die belgischen Grenzbefestigungen und erzwang mit anderen Truppen den Maas-Übergang bei Sedan. Später nahm seine Truppe die Stadt Boulogne ein, nahm an der Einschließung der englisch-französischen Armee in der Schlacht um Dünkirchen teil und beteiligte sich – mit Marschleistungen von mehr als 100 km pro Tag – im Juni 1940 an weiteren Kämpfen in Frankreich. Anfang Juli wurde die Brigade zur Instandsetzung nach Wien verlegt.
Am 1. Oktober 1940 wurde Prittwitz zum Kommandeur der 14. Panzer-Division ernannt, die sich auf dem Truppenübungsplätzen Königsbrück und Milowitz bei Prag befand. Am 22. März 1941 übernahm er dann im Tausch mit Generalmajor Friedrich Kühn das Kommando über die 15. Panzer-Division, die unmittelbar darauf dem Deutschen Afrikakorps unter Generalleutnant Erwin Rommel unterstellt und nach Libyen verschifft wurde.
Am 9. April führte Prittwitz einen Vorstoß gegen die Festung Tobruk. Zur weiteren Gelände- und Feinderkundung fuhr er am 10. April 1941 mit seinem Pkw über die vordersten eigenen Stellungen hinaus auf Tobruk zu. Hier wurde sein Fahrzeug von einem englischen Pak-Geschoss getroffen und Prittwitz ebenso wie sein Fahrer tödlich verwundet. Prittwitz wurde auf dem Soldatenfriedhof in der Hafenstadt Derna beigesetzt. General Italo Gariboldi, Generalgouverneur Libyens (März–Juli 1941) und Befehlshaber der italienischen Streitkräfte, überbrachte bei der Trauerfeier die Silberne Tapferkeitsmedaille im Namen des italienischen Königs Viktor Emanuel III. Nachträglich wurde Prittwitz mit Wirkung vom 1. April zum Generalleutnant befördert.
Prittwitz war Rechtsritter des Johanniterordens.